# Giovanna Stuart
Giovanna Stuart, contessa di Morton, anche chiamata Joanna (1428 – 22 giugno 1493), è stata una principessa scozzese.

## Biografia
Giovanna era la figlia di Giacomo I di Scozia, e di sua moglie, Giovanna Beaufort, figlia di John Beaufort, I duca di Somerset. Ebbe "la sfortuna di essere sorda e stupida", ed era conosciuta come "la signora muta". Si dice che Giovanna usasse il linguaggio dei segni per comunicare, anche in pubblico (anche se a quel tempo era considerato scortese).

## Matrimonio
In origine Giovanna fu scelta per sposare il conte di Angus il 18 ottobre 1440, ma morì nel 1446 prima che potesse avvenire il matrimonio. Nel 1445 fu inviata in Francia per poi tornare in Scozia nel 1457. Era stata promessa in matrimonio con il Delfino di Francia, ma il matrimonio non ebbe luogo, probabilmente a causa della sua incapacità di articolare. Giovanna sposò il barone Dalkeith il 15 maggio 1459, che al momento del loro matrimonio fu elevato alla pari come conte di Morton. Giovanna e James erano entrambi consapevoli delle loro strette relazioni, ma furono persuasi a sposarsi da suo fratello, il re Giacomo II di Scozia, e chiesero la dispensa per legittimare il loro matrimonio.
Ebbero quattro figli:
- John Douglas, II conte di Morton (1466–1513);
- James (?-1480);
- Janet (?-1490), sposò Patrick Hepburn, I conte di Bothwell, ebbero una figlia;
- Elizabeth (?-1479).

## Morte
Giovanna morì il 22 giugno 1493, precedendo suo marito James, di quattro mesi. Il conte e la contessa di Morton furono sepolti insieme nel coro della chiesa parrocchiale di San Nicola Buccleuch, conosciuta come la collegiata di Dalkeith, a Dalkeith. Conosciuto come Morton Monument, le loro tombe sono decorate con le loro effigi di pietra, complete di cuscinetti armorici. Si ritiene che questa sia l'immagine più antica del mondo di una persona sorda conosciuta. Il coro è ora in rovina, lasciando le tombe all'aperto, dove, in pochi secoli, gli elementi hanno cancellato i loro volti. Le loro mani, unite in preghiera, erano probabilmente state distrutte durante la Riforma. Per il loro valore storico, nel 2005 un team di volontari e conservazionisti ha creato un baldacchino protettivo sulle loro effigi.

## Ascendenza
|                                    |                                            |                                  | Genitori                             |  |  | Nonni |  |  | Bisnonni             |  |  | Trisnonni      |  |
|                                    |                                            |                                  |                                      |  |  |       |  |  | Roberto II di Scozia |  |  | Walter Stewart |  |
|                                    |                                            |                                  |                                      |  |  |       |  |  | Roberto II di Scozia |  |  | Walter Stewart |  |
|                                    |                                            | Marjorie Bruce                   |                                      |  |  |       |  |  | Roberto II di Scozia |  |  |                |  |
| Roberto III di Scozia              |                                            |                                  |                                      |  |  |       |  |  | Roberto II di Scozia |  |  |                |  |
|                                    |                                            | Elizabeth Mure                   | Sir Adam Mure                        |  |  |       |  |  |                      |  |  |                |  |
|                                    |                                            | Elizabeth Mure                   | Sir Adam Mure                        |  |  |       |  |  |                      |  |  |                |  |
|                                    |                                            | Elizabeth Mure                   | Joan Cunningham                      |  |  |       |  |  |                      |  |  |                |  |
| Giacomo I di Scozia                |                                            | Elizabeth Mure                   |                                      |  |  |       |  |  |                      |  |  |                |  |
|                                    |                                            | John Drummond di Lennox          | …                                    |  |  |       |  |  |                      |  |  |                |  |
|                                    |                                            | John Drummond di Lennox          | …                                    |  |  |       |  |  |                      |  |  |                |  |
|                                    |                                            | John Drummond di Lennox          | …                                    |  |  |       |  |  |                      |  |  |                |  |
| Annabella Drummond                 |                                            | John Drummond di Lennox          |                                      |  |  |       |  |  |                      |  |  |                |  |
|                                    |                                            | Mary di Montifex                 | Sir William Montifex                 |  |  |       |  |  |                      |  |  |                |  |
|                                    |                                            | Mary di Montifex                 | Sir William Montifex                 |  |  |       |  |  |                      |  |  |                |  |
|                                    |                                            | Mary di Montifex                 | …                                    |  |  |       |  |  |                      |  |  |                |  |
| Giovanna Stuart                    |                                            | Mary di Montifex                 |                                      |  |  |       |  |  |                      |  |  |                |  |
|                                    | Giovanni Plantageneto, I duca di Lancaster | Edoardo III d'Inghilterra        |                                      |  |  |       |  |  |                      |  |  |                |  |
|                                    | Giovanni Plantageneto, I duca di Lancaster | Edoardo III d'Inghilterra        |                                      |  |  |       |  |  |                      |  |  |                |  |
|                                    | Giovanni Plantageneto, I duca di Lancaster | Filippa di Hainaut               |                                      |  |  |       |  |  |                      |  |  |                |  |
| John Beaufort, I conte di Somerset | Giovanni Plantageneto, I duca di Lancaster |                                  |                                      |  |  |       |  |  |                      |  |  |                |  |
|                                    |                                            | Katherine Swynford               | Payne De Roet                        |  |  |       |  |  |                      |  |  |                |  |
|                                    |                                            | Katherine Swynford               | Payne De Roet                        |  |  |       |  |  |                      |  |  |                |  |
|                                    |                                            | Katherine Swynford               | …                                    |  |  |       |  |  |                      |  |  |                |  |
| Giovanna Beaufort                  |                                            | Katherine Swynford               |                                      |  |  |       |  |  |                      |  |  |                |  |
|                                    |                                            | Thomas Holland, II conte di Kent | Thomas Holland, I conte di Kent      |  |  |       |  |  |                      |  |  |                |  |
|                                    |                                            | Thomas Holland, II conte di Kent | Thomas Holland, I conte di Kent      |  |  |       |  |  |                      |  |  |                |  |
|                                    |                                            | Thomas Holland, II conte di Kent | Giovanna di Kent                     |  |  |       |  |  |                      |  |  |                |  |
| Margaret Holland                   |                                            | Thomas Holland, II conte di Kent |                                      |  |  |       |  |  |                      |  |  |                |  |
|                                    |                                            | Alice FitzAlan                   | Richard FitzAlan, X conte di Arundel |  |  |       |  |  |                      |  |  |                |  |
|                                    |                                            | Alice FitzAlan                   | Richard FitzAlan, X conte di Arundel |  |  |       |  |  |                      |  |  |                |  |
|                                    |                                            | Alice FitzAlan                   | Eleonora di Lancaster                |  |  |       |  |  |                      |  |  |                |  |
|                                    |                                            | Alice FitzAlan                   |                                      |  |  |       |  |  |                      |  |  |                |  |